# GridDB
GridDB（グリッドDB）は、ビッグデータ/IoT向けのデータベースである。
長年にわたって時系列データを取り扱うミッションクリティカルな社会インフラシステムを提供してきた東芝が、2011年当時、ビッグデータ/IoT時代に対応する社会インフラシステムに必要となる要件を満たすデータベースが世の中に存在していないという判断で、GridDB（当時のGridStore）を開発し、東芝グループ内で利用。2013年にはデータベースとして商品化された。
2016年2月には、オープンソースとしてGridDB Community Editionを公開。コミュニティ版のライセンスはGNU Affero General Public License (AGPL)であり、 クライアントは、Apache License, version 2.0である。また、商用ライセンスの利用も可能である。
現在、開発とサポートは東芝デジタルソリューションズによって行われている。